# 滨城时报
《滨城时报》，原名《滨海时报》，中共滨海新区委员会机关报，创办人为天津日报报业集团，前身为《北方经济时报》。

## 历史
2010年1月10日，试刊发行。2010年6月28日，创刊。2011年7月1日，《滨海时报》数字报上线。2021年3月10日，更名为《滨城时报》。